# SVK (Software)
SVK [ˌɛsˌviːˈkeɪ] ist ein dezentrales Softwaresystem zur Versionsverwaltung. Es ist ein auf dem Rechner des Entwicklers laufendes Programm, das in Perl geschrieben ist, kann aber das Subversion-Dateisystem lesen und somit wiederverwenden. SVK ist aus diesem Grund kein Subversion-Ersatz, sondern komplementiert dieses. Zudem ist es möglich, mit SVK ein Software-Repository aus Subversion, Perforce oder CVS lokal zu spiegeln, um so auch ohne Internetverbindung auf Basis des lokalen Spiegels arbeiten und später synchronisieren zu können.
Arbeitsgruppen können zusammenarbeiten, indem sie gegen einen oder mehrere Subversion-Server ihre Änderungen austauschen. SVK verhält sich dabei wie ein Subversion-Client, erleichtert aber das Branching und Merging erheblich, sodass eine entkoppeltere Software-Entwicklung möglich ist, die git ähnelt.
Ursprünglich wurde SVK von Chia Liang Kao mit Beginn seines Sabbatical im Jahr 2003 entwickelt.
Am  28. Mai 2009 gab der SVK-Entwickler bekannt, dass SVK nicht mehr aktiv weiterentwickelt wird.  Begründet wird dieses damit, dass das Konzept einer verteilten Subversion-Erweiterung mit dem Durchbruch der verteilten Versionsverwaltungssysteme obsolet geworden ist.  Eine gleichwertige Funktionalität bieten die Subversion-Anbindungen von Versionsverwaltungen wie z. B. git oder mercurial.